# Selección de baloncesto de Nicaragua
La selección de baloncesto de Nicaragua es el equipo formado por jugadores de nacionalidad nicaragüense que representa a la Federación Nicaragüense de Baloncesto (FENIBAL) en las competiciones internacionales organizadas por la Federación Internacional de Baloncesto (FIBA) o el Comité Olímpico Internacional (COI): los Juegos Olímpicos, la Copa Mundial de Baloncesto y el Campeonato FIBA Américas.
Aún no han aparecido en la Copa Mundial FIBA. Sin embargo, harán su debut en la FIBA AmeriCup como anfitriones en 2025.
El mayor logro de Nicaragua ha sido la medalla de plata en los Juegos Centroamericanos 2017. Nicaragua ganó todos los juegos hasta llegar a la final donde cedió ante Panamá 59-72, a pesar del apoyo de 8.000 aficionados en el Polideportivo Alexis Argüello.

## Plantilla
- Lista de jugadores convocados que disputaron el Clasificatorio a la FIBA AmeriCup de 2025.[1][2]

| Nicaragua                 | Nicaragua       | Nicaragua | Nicaragua | Nicaragua | Nicaragua          |
| Num                       | Jugador         | Pos       | Altura    | Edad      | Equipo             |
| ------------------------- | --------------- | --------- | --------- | --------- | ------------------ |
| 2                         | Andy Hodgson    | P         | 1,97 m    | 21        | Real Estelí        |
| 3                         | Josmel Martínez | AP        | 1,98 m    | 24        | Real Estelí        |
| 7                         | Dalton Cacho    | A         | 1,98 m    | 30        | Real Estelí        |
| 8                         | Rafael Mendoza  | B         | 1,77 m    | 22        | Brumas de Jinotega |
| 11                        | Andy Pérez      | P         | 2,05 m    | 24        | Real Estelí        |
| 16                        | Farell Pauth    | A         | 1,90 m    | 24        | Real Estelí        |
| 17                        | Juan Herrera    | AP        | 1,85 m    | 27        | Brumas de Jinotega |
| 24                        | Jared Ruiz      | A         | 1,89 m    | 31        | Real Estelí        |
| 28                        | Troy Andrews    | A         | 1,96 m    | 23        | Frente Sur         |
| 29                        | Francisco Garth | A         | 1,85 m    | 24        | Real Estelí        |
| 35                        | Jensen Campbell | B         | 1,98 m    | 26        | Real Estelí        |
| 77                        | Romario Ponce   | B         | 1,78 m    | 29        | Frente Sur         |
| Entrenador: David Rosario |                 |           |           |           |                    |

## Partidos

### Próximos encuentros
| Fecha                   | Ciudad                             | Competición                               | Local                          |                                                 | Resultado |                                    | Visitante            |
| ----------------------- | ---------------------------------- | ----------------------------------------- | ------------------------------ | ----------------------------------------------- | --------- | ---------------------------------- | -------------------- |
| 22 de febrero de 2023   | Managua                            | Pre-Clasificatorio AmeriCup 2025          | Nicaragua                      | Bandera de Nicaragua                            | 91:65     | Bandera de Honduras                | Honduras             |
| 23 de febrero de 2023   | Managua                            | Pre-Clasificatorio AmeriCup 2025          | Guatemala                      | Bandera de Guatemala                            | 59:77     | Bandera de Nicaragua               | Nicaragua            |
| 25 de febrero de 2023   | Managua                            | Pre-Clasificatorio AmeriCup 2025          | Nicaragua                      | Bandera de Nicaragua                            | 77:49     | Bandera de El Salvador             | El Salvador          |
| 26 de febrero de 2023   | Managua                            | Pre-Clasificatorio AmeriCup 2025          | Costa Rica                     | Bandera de Costa Rica                           | 64:80     | Bandera de Nicaragua               | Nicaragua            |
| 23 de junio de 2023     | Managua                            | Pre-Clasificatorio AmeriCup 2025          | Nicaragua                      | Bandera de Nicaragua                            | 79:71     | Bandera de Antigua y Barbuda       | Antigua y Barbuda    |
| 24 de junio de 2023     | Managua                            | Pre-Clasificatorio AmeriCup 2025          | Islas Vírgenes Estadounidenses | Bandera de Islas Vírgenes de los Estados Unidos | 67:75     | Bandera de Nicaragua               | Nicaragua            |
| 25 de junio de 2023     | Managua                            | Pre-Clasificatorio AmeriCup 2025          | Nicaragua                      | Bandera de Nicaragua                            | 78:75     | Bandera de Cuba                    | Cuba                 |
| 1 de julio de 2023      | San Salvador                       | Juegos Centroamericanos y del Caribe 2023 | Nicaragua                      | Bandera de Nicaragua                            | 20:0      | Bandera de Bahamas                 | Bahamas              |
| 2 de julio de 2023      | San Salvador                       | Juegos Centroamericanos y del Caribe 2023 | República Dominicana           | Bandera de la República Dominicana              | 94:66     | Bandera de Nicaragua               | Nicaragua            |
| 3 de julio de 2023      | San Salvador                       | Juegos Centroamericanos y del Caribe 2023 | Islas Vírgenes Estadounidenses | Bandera de Islas Vírgenes de los Estados Unidos | 76:83     | Bandera de Nicaragua               | Nicaragua            |
| 4 de julio de 2023      | San Salvador                       | Juegos Centroamericanos y del Caribe 2023 | México                         | Bandera de México                               | 83:69     | Bandera de Nicaragua               | Nicaragua            |
| 5 de julio de 2023      | San Salvador                       | Juegos Centroamericanos y del Caribe 2023 | Nicaragua                      | Bandera de Nicaragua                            | 59:79     | Bandera de Puerto Rico             | Puerto Rico          |
| 23 de febrero de 2024   | St. Catharines                     | Clasificatorio AmeriCup 2025              | Canadá                         | Bandera de Canadá                               | 96:51     | Bandera de Nicaragua               | Nicaragua            |
| 26 de febrero de 2024   | Managua                            | Clasificatorio AmeriCup 2025              | Nicaragua                      | Bandera de Nicaragua                            | 46:88     | Bandera de Canadá                  | Canadá               |
| 21 de noviembre de 2024 | Bandera de Nicaragua               | Clasificatorio AmeriCup 2025              | Nicaragua                      | Bandera de Nicaragua                            | :         | Bandera de México                  | México               |
| 24 de noviembre de 2024 | Bandera de Nicaragua               | Clasificatorio AmeriCup 2025              | Nicaragua                      | Bandera de Nicaragua                            | :         | Bandera de la República Dominicana | República Dominicana |
| 21 de febrero de 2025   | Bandera de México                  | Clasificatorio AmeriCup 2025              | México                         | Bandera de México                               | :         | Bandera de Nicaragua               | Nicaragua            |
| 24 de febrero de 2025   | Bandera de la República Dominicana | Clasificatorio AmeriCup 2025              | República Dominicana           | Bandera de la República Dominicana              | :         | Bandera de Nicaragua               | Nicaragua            |

## Entrenadores
- Ángel Mallona: 2015–2017
- David Rosario: 2021–act.

## Historial

### Copa Mundial
Resultado General: No ocupa puesto
| Copa Mundial de Baloncesto |
| --- |
| - 1950: No calificó - 1954: No calificó - 1959: No calificó - 1963: No calificó - 1967: No calificó - 1970: No calificó - 1974: No calificó - 1978: No calificó - 1982: No calificó - 1986: No calificó - 1990: No calificó - 1994: No calificó - 1998: No calificó - 2002: No calificó - 2006: No calificó - 2010: No calificó - 2014: No calificó - 2019: No calificó - 2023: No calificó - 2027: TBD |

### Juegos Olímpicos
| Baloncesto en los Juegos Olímpicos |
| --- |
| - Berlín 1936: No calificó - Londres 1948: No calificó - Helsinki 1952: No calificó - Melbourne 1956: No calificó - Roma 1960: No calificó - Tokio 1964: No calificó - México 1968: No calificó - Múnich 1972: No calificó - Montreal 1976: No calificó - Moscú 1980: No calificó - Los Ángeles 1984: No calificó - Seúl 1988: No calificó - Barcelona 1992: No calificó - Atlanta 1996: No calificó - Sídney 2000: No calificó - Atenas 2004: No calificó - Pekín 2008: No calificó - Londres 2012: No calificó - Río 2016: No calificó - Tokio 2020: No calificó - París 2024: No calificó |

### Campeonato FIBA Américas
| - 1980: No calificó - 1984: No calificó - 1988: No calificó - 1989: No calificó - 1992: No calificó - 1993: No calificó - 1995: No calificó - 1997: No calificó - 1999: No calificó - 2001: No calificó - 2003: No calificó - 2005: No calificó - 2007: No calificó - 2009: No calificó - 2011: No calificó - 2013: No calificó - 2015: No calificó - 2017: No calificó - 2022: No calificó - 2025: Clasificado |

### Centrobasket
| - 1965: No calificó - 1967: No calificó - 1969: No calificó - 1971: No calificó - 1973: No calificó - 1975: No calificó - 1977: No calificó - 1981: No calificó - 1985: No calificó - 1987: No calificó - 1989: No calificó - 1991: No calificó - 1993: No calificó - 1995: No calificó - 1997: No calificó - 1999: No calificó - 2001: No calificó - 2003: No calificó - 2004: No calificó - 2006: No calificó - 2008: No calificó - 2010: No calificó - 2012: 10° Lugar - 2014: No calificó - 2016: 8° Lugar |

## Palmarés
- Juegos Deportivos Centroamericanos:
  -  Subcampeón (1): 2017

- Campeonato FIBA COCABA:
  -  Tercer lugar (1): 2015

- Juegos Centroamericanos y del Caribe:
  -  Tercer lugar (1): 1950